# Билеон
Билеон (фр. Buléon) насеље је и општина у северозападној Француској у региону Бретања, у департману Морбијан која припада префектури Понтиви.
По подацима из 2011. године у општини је живело 492 становника, а густина насељености је износила 40,1 становника/km². Општина се простире на површини од 12,27 km². Налази се на средњој надморској висини од 100 метара (максималној 149 m, а минималној 89 m).

## Демографија
| 1962. | 1968. | 1975. | 1982. | 1990. | 1999. | 2011. |
| ----- | ----- | ----- | ----- | ----- | ----- | ----- |
| 500   | 523   | 540   | 509   | 492   | 424   | 492   |

График промене броја становника у току последњих година